# Farrapos Rugby Clube
Il Farrapos Rugby Clube è una società brasiliana di rugby a 15 della città di Bento Gonçalves.
Partecipa al campionato brasiliano di rugby

## Palmarès
- Coppa del Brasile di rugby a 15: 1

(2010)
- Campionato gaucho di rugby : 8

(2010, 2011, 2012, 2013, 2014, 2015, 2016, 2017)